# Волна (Стародубский район)
Волна — опустевший поселок в Стародубском муниципальном округе Брянской области.

## География
Находится в южной части Брянской области на расстоянии приблизительно 19 км на юг-юго-восток от районного центра города Стародуб.

## История
Упоминался с 1920-х годов. На карте 1941 года отмечен как поселение с 35 дворами,. До 2020 года входил в состав Понуровского сельского поселения Стародубского района до их упразднения. По состоянию на 2020 год опустел.

## Население
Численность населения: 3 человека в 2002 году (русские 100 %), 1 в 2010.